# Bogusław Radziszewski
Bogusław Radziszewski (ur. 5 stycznia 1937 w Łozie w województwie wileńskim) – polski naukowiec, profesor nauk technicznych, w latach 2005–2008 prorektor Politechniki Świętokrzyskiej.

## Życiorys
W 1959 ukończył studia z zakresu matematyki na Uniwersytecie Warszawskim. Doktoryzował się w 1968 na Politechnice Warszawskiej, natomiast stopień doktora habilitowanego uzyskał w 1978 w Instytucie Podstawowych Problemów Techniki PAN. Tytuł naukowy profesora nauk technicznych otrzymał 6 kwietnia 2001.
Od 1959 do 1996 związany był z Instytutem Podstawowych Problemów Techniki PAN (początkowo jako asystent, a później adiunkt i od 1978 docent), gdzie pełnił m.in. funkcję zastępcy dyrektora Centrum Mechatroniki (1993–1996). W 1996 podjął pracę na Politechnice Świętokrzyskiej, obejmując kierownictwo Zakładu Badań Eksperymentalnych w Centrum Laserowych Technologii Metali (do 2001). Od 2002 do 2005 był prodziekanem Wydziału Zarządzania i Modelowania Komputerowego PŚk, natomiast w latach 2005–2008 sprawował funkcję prorektora PŚk.
Prowadził również wykłady w Wojskowej Akademii Technicznej w Warszawie, Akademii Teologii Katolickiej i na Politechnice Warszawskiej. W Collegium Mazovia Innowacyjna Szkoła Wyższa został dziekanem Wydziału Nauk Stosowanych.
Specjalizuje się w dynamice, stabilności, zastosowaniu matematyki oraz badaniach operacyjnych. Jest autorem sześciu monografii i skryptów oraz kilkudziesięciu artykułów w czasopismach naukowych (w tym wyróżnionych na liście filadelfijskiej). W latach 1972–1981 był sekretarzem naukowym i zastępcą przewodniczącego Sekcji Mechaniki Teoretycznej Komitetu Mechaniki PAN, natomiast od 1982 do 1988 – sekretarzem naukowym Komitetu Budowy Maszyn PAN.
W 2003, za wybitne zasługi w pracy dydaktyczno-wychowawczej, został odznaczony Krzyżem Kawalerskim Orderu Odrodzenia Polski.